# Komet Tsuchinshan-ATLAS
C/2023 A3 (Tsuchinshan-ATLAS) er en komet, som i oktober 2024 kunne ses med det blotte øje fra den nordlige halvkugle. Den nåede kortvarigt en tilsyneladende størrelsesklasse på {\displaystyle m} = −4. Den har derfor været en af lysstærkeste kometer inden for de seneste 100 år.

## Opdagelse og iagttagelse
Kometen blev opdaget og rapporteret den 9. januar 2023 ud fra optagelser med et 1.04 m-ƒ/1.8-Schmidt-teleskop på Purpurbjergets Observatorium i Kina. Den tilsyneladende størrelsesklasse var da omkring {\displaystyle m} = 19. Objektet blev i første omgang anset for at være en asteroide, der ville kunne komme tæt på Jorden .
Men den 22. februar kunne Quanzhi Ye (叶泉志) fra Asteroid Terrestrial-impact Last Alert System (ATLAS) melde om kometaktivitet (dannelse af koma og hale). Objektet fik herefter tildelt sit endelige navn, C/2023 A3 (Tsuchinshan-ATLAS). Om navngivning af kometer se Komet#Navngivning. På opdagelsestidspunktet var kometens afstand fra Solen 7.7 au og fra Jorden 8.1 au .
Efterfølgende blev kometen fundet på optagelser lavet af Pan-STARRS 2 på Hawaiʻi den 9. april 2022 i en solafstand på 9.9 au og en størrelsesklasse på {\displaystyle m} = 23. Også på optagelser fra maj og juni kunne kometer påvises. Man fandt også kometen på optagelser lavet i juni på Cerro Tololo Inter-American Observatory i Chile og i december på Palomar Observatory i Californien.
Kort efter opdagelsen var det forventet, at kometen ville kunne nå en størrelsesklasse på {\displaystyle m} = 3, hvilket ville gøre den synlig for det blotte øje på en klar himmel.
I løbet af 2023 og frem til juli 2024 voksede kometens lysstyrke langsomt som følge af dens tilnærmelse til Solen og nåede størrelsesklassen {\displaystyle m} = 10.
For iagttagere på den nordlige halvkugle var kometens bane på himlen i sommeren 2024 så ugunstig, at den ikke kunne observeres i de to måneder forud for sin mindste afstand fra Solen i slutningen af september. I de sidste dage af september kunne den fotograferes på morgenhimlen på både den sydlige og den nordlige halvkugle med en lang hale lige over horisonten. Størrelsesklassen var nu nået op på den oprindeligt varslede værdi {\displaystyle m} = 3. Der blev også optaget billeder af kometen fra ISS.
I de første dage af oktober steg kometens hale højt over horisonten i øst ved begyndelsen af morgendæmringen. Kometens kerne kunne ved gunstige sigtbarhedsforhold i kort tid ses lavt over horisonten. I de følgende dage rykkede kometen set fra Jorden tættere på Solen og blev derfor vanskeligere at iagttage, selvom virkningen af fremadrettet spredning af kometens lys på støvet i halen øgede lysstyrken markant. Fra den 7. til den 9. oktober passerede kometkernen synsfeltet for kameraet LASCO C3 ombord på solsatelliten SOHO.
Set fra Jorden nærmede kometen sig om formiddagen den 9. oktober 2024 Solen i en vinkelafstand på circa 3.5°. Dens størrelsesklasse havde da nået værdier mellem {\displaystyle m=-3} og {\displaystyle -4}, hvilket gjorde den synlig på daghimlen. I de følgende dage fjernede kometen sig hurtigt fra Solen, hvorved dens lysstyrke aftog kraftigt.
Efter at have passeret rundt om Solen blev kometen fra omkring den 10. oktober synlig på aftenhimlen over den vestlige horisont. Allerede den 12. oktober gik den ned næsten 1½ time efter Solen, næsten præcis i vest. Umiddelbart efter solnedgang viste den sig som et lysende punkt i vest-sydvest en højde på omkring 13° over horisonten. Lidt senere, i tusmørket, blev dens hale synlig, den strakte sig næsten lodret opad og sås derefter over horisonten i vest i lang tid. Størrelsesklassen var mellem {\displaystyle m=-0.5} og {\displaystyle m=0}, og halen kunne påvises fotografisk op til en længde på 50°.
Fra midten af oktober 2024, kort efter den største tilnærmelse til Jorden, kunne kometen ses i sin helhed i aftenskumringen som et fremtrædende objekt kort efter solnedgang. Kometkernen gik da først ned to timer efter Solen, og halen kunne iagttages to timer længere. I de følgende uger fjerner kometen sig fra Solen og vil formentlig ikke længere være synlig med det blotte øje fra midten af november 2024, selv under optimale observationsforhold.

## Videnskabelige resultater
Den 31. maj 2024 fik man med Himalayan Chandra Telescope (HCT) på Indian Astronomical Observatory foretaget spektroskopiske optagelser af kometen i synligt lys. I spektret fandt man kraftige linjer fra molekylet CN og kunne beregne produktionshastigheden af dette. For molekylerne C2, C3 og NH2 kunne man kun angive øvre grænser for produktionshastigheden. Derfor synes kometen at være fattig på carbon (kulstof). Produktionshastigheden for vand lå på 450 kg/s.
Målinger foretaget af TRAPPIST-teleskoperne i Chile og Marokko gjorde det muligt at bestemme produktionshastighederne for OH, CN, C2 og for støv. Kometens produktion af støv var aftaget jævnt gennem de sidste seks måneder og nåede et minimum i begyndelsen af maj 2024. Siden juni er den steget igen og også produktionen af gasser af alle typer er vokset langsomt.
En analyse af kometens lysstyrkeændringer foretaget af Zdenek Sekanina i begyndelsen af juli 2024 førte ikke til en gunstig prognose for udviklingen af lysstyrken. Han forventede, at kometen ville gå i opløsning endnu før den nåede sit perihel. Dette skete dog ikke, og i stedet overgik kometen de forhåbninger, som man havde til dens lysstyrke.

## Bane omkring Solen
Ved hjælp af 4847 positionsbestemmelser opsamlet gennem en periode på 2½ år kunne kometens baneelementer bestemmes. Banen var oprindeligt svagt hyperbolsk med en ekscenticitet på {\displaystyle e} = 1.000137 og en inklination (hældning relativt til ekliptika) på omkring {\displaystyle i} = 139°. Dens bevægelse er derfor modsat rettet de store planeters, banen er retrograd. Kometen passerede sit perihel, det solnærmeste punkt af banen, den 27. september 2024. Afstanden til Solen var da omkring 58.6 millioner kilometer svarende til Merkurs afstand fra Solen. Under sin passage gennem det indre Solsystem gennemløb kometen en række til dels tætte passager på planeter og asteroider:
| Dato               | Planet     | Mindste afstand (au) |
| ------------------ | ---------- | -------------------- |
| 17. august 2024    | Venus      | 0.46                 |
| 18. september 2024 | Merkur     | 0.35                 |
| 30. september 2024 | Jupiter    | 4.70                 |
| 1. oktober 2024    | Mars       | 1.16                 |
| 12. oktober 2024   | Jorden     | 0.47                 |
| 2. november 2024   | Venus      | 0.61                 |
| 30. december 2024  | Saturn     | 8.60                 |
| 25. marts 2025     | (2) Pallas | 0.64                 |

Den mindste afstand til Jorden er omregnet ca. 70.7 millioner km.
Ifølge de baneelementer som angives i JPLs Small-Body Database, der også tager højde for ikke-gravitationelle kræfter på kometen, bevægede den sig længe før den nærmede sig Solen stadig i en elliptisk bane, men dens excentricitet var ekstremt tæt på værdien 1 svarende til en parabelformet bane. Kometen kommer sandsynligvis fra de ydre områder af Oort-skyen og oplever sin første passage gennem det indre Solsystem. På grund af afdampning af kometens is ved passagen rundt om Solen og vekselvirkning med Solsystemets planeter vil baneekscentriciteten i fremtiden blive reduceret til omkring {\displaystyle e} = 0.99990 og den halve storakse bliver circa {\displaystyle a} = 3800 au. Omløbstiden om Solen forkortes til omkring {\displaystyle P} = 240 000 år.

## Søgekort til kometen
Nedenstående kort viser kometens position på stjernehimlen, først i august og september 2024 og dernæst i oktober 2024.
- Positioner for komet C/2023 A3 i efteråret 2024 nær Solen
- Positioner på himlen for komet C/2023 A3 i august og september 2024 med forventede tilsyneladende størrelsesklasser. I begyndelsen af august stod kometen i stjernebilledet Leo (Løven) mellem stjernerne 55 og 57 Leonis circa 6° syd for ekliptika og bevægede sig herefter gennem stjernebilledet Sextans (Sekstanten). Lysstyrken voksede herefter. I anden halvdel af september nåede den en største sydlig ekliptikal bredde på på knap {\displaystyle -}14° og nærmede sig igen Leo.
- Positioner på himlen for komet C/2023 A3 i oktober 2024. I begyndelsen af oktober stod kometen i den sydlige del af Leo (Løven) ca. 10° syd for ekliptika. Herefter bevægede den sig med aftagende lysstyrke gennem Virgo (Jomfruen), Serpens Caput (Slangen) og Ophiuchus (Slangebæreren), hvor den ekliptikale bredde er ca. +27°. Set fra Europa er der derfor gode muligheder for at se kometen mod vest efter solnedgang.

## Weblinks
- Wikimedia Commons har flere filer relateret til Komet Tsuchinshan-ATLAS
- IAU Minor Planet Center på engelsk.
- C/2023 A3 ( Tsuchinshan-ATLAS ) på Seiichi Yoshida’s Home Page (engelsk).
- C/2023 A3 (Tsuchinshan-ATLAS) på astro.vanbuitenen.nl (engelsk).
- Liste over kometer på de.wikipedia.org (tysk).